# Merenberg
Merenberg település Németországban, Hessen tartományban. Lakosainak száma 3319 fő (2023. december 31.). Merenberg Mengerskirchen és Löhnberg községekkel határos.

## Népesség
A település népességének változása:
| Lakosok száma | 3161 | 3237 | 3200 | 3219 | 3319 |
|               | 2017 | 2019 | 2021 | 2022 | 2023 |